# Julie Fahrer

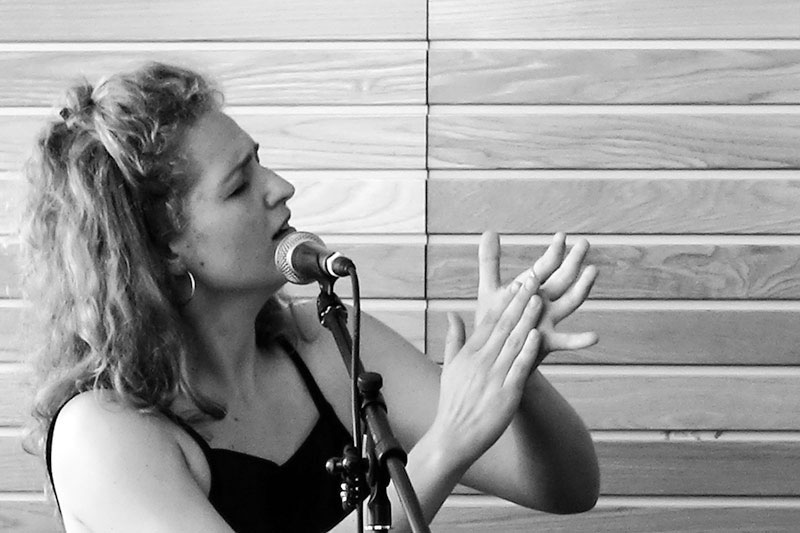
Julie Fahrer (2016)

Julie Fahrer (* 1986 in Odder bei Århus) ist eine dänisch-schweizerische Jazzmusikerin (Gesang, Komposition).

## Leben und Wirken
Fahrer wuchs in einer Musikerfamilie auf: Ihr Vater ist der Schlagzeuger Thomas Fahrer, ihre Mutter die Sängerin Githe Christensen. Mit elf Jahren erhielt sie Klavierunterricht. Mit 16 Jahren leitete sie eine eigene Band und einen Jugendchor. Ab 2008 studierte sie Gesang an der Musikhochschule Basel u. a. bei Lisette Spinnler, Domenic Landolf, Bänz Oester, Malcolm Braff, Guillermo Klein, Larry Grenadier und Jorge Rossy. Ein Semester verbrachte sie 2012 in Barcelona. 2014 absolvierte sie ihr Masterstudium in Jazzgesang und Pädagogik an der Musikakademie Basel.
Mit dem Pianisten Sebastian Hirsig trat sie international im Duo Julie & Sebu auf. 2013 erweiterte sie ihr Julie Fahrer Quartet mit dem Trompeter Octave Moritz zum Julie Fahrer Quintet, das 2016 die EP expecting live at the bird’s eye jazz club veröffentlichte. Im Trio mit Ines Brodbeck und Christa Unternährer bildete sie das INEZ Project (Fields, 2016). David Brito holte sie zu seinem Album Dinner with Aldemaro (2016). Mit dem Orchestra von Sarah Chaksad tourte sie in Deutschland und der Schweiz. Ebenfalls international auf Tournee war sie 2017 und 2019 mit dem International Female Musicians Collective.
2011 erhielt Fahrer den Nachwuchsförderpreis der Friedl Wald Stiftung.

## Diskographische Hinweise
- Nduduzo Makhathini Umgidi Trio & One Voice Vocal Ensemble: Inner Dimensions (2016, mit Fabien Iannone, Dominic Egli, sowie Lisette Spinnler, Githe Christensen, Christa Unternährer, Ines Brodbeck, Anna Widauer, Maximilian Bischofberger, Yero Richard Nyberg)
- David Brito: Dinner with Aldemaro (Unit Records 2016, mit Jerry Léonide, Oliver Pellet, Florian Haas, Edwin Sanz)
- Sarah Chaksad Orchestra Windmond (Neuklang 2016, mit Charley Wagner, Octave Moritz, Jonas Winterhalter, Lukas Wyss, Lukas Briggen, Lucas Wirz, Andreas Böhlen, Cédric Gschwind, Fabian Willmann, Valentin Hebel, Michael Baumann, Hagen Neye, Jan Schwinning sowie Gregor Hilbe)
- Sarah Chaksad Orchestra Tabriz (Neuklang 2019, mit Hildegunn Øiseth, Charles Wagner, Octave Moritz, Jonas Winterhalter, Paco Andrea, Lukas Wyss, Lukas Briggen, Lucas Wirz, Andreas Böhlen, Pepe Auer, Cédric Gschwind, Fabian Willmann, Thomas Lüscher, Sebastian Gieck, Eva Klesse, Guillermo Klein sowie Wolfgang Muthspiel)